# Jean-Gabriel Daragnès
Jean-Gabriel Daragnès, född 1886, död 1950, var en fransk konstnär.
Jean Gabriel Daragnès gjorde sig främst känd som en fantasirik illustratör. Under början av 1900-talet var han mycket populär, och illustrerade ett flertal av tidens mer populära verk av bland andra Oscar Wilde och Jean Giraudoux.